# Angísta
Angísta (Angista) är en ort i Grekland.   Den ligger i prefekturen Nomós Serrón och regionen Mellersta Makedonien, i den nordöstra delen av landet, 300 km norr om huvudstaden Aten. Angísta ligger 176 meter över havet och antalet invånare är 295.
Terrängen runt Angísta är varierad.Runt Angísta är det ganska glesbefolkat, med 34 invånare per kvadratkilometer. Närmaste större samhälle är Próti, 4,7 km sydost om Angísta. Trakten runt Angísta består till största delen av jordbruksmark.